# Бошко Станковски
Бошко Станковски (на македонска литературна норма: Бошко Станковски) е югославски политик и председател на Събранието на Социалистическа република Македония.

## Биография
Роден е на 26 октомври 1925 година в село Брусник, Битолско. Участва в комунистическата съпротива и е носител на „Партизански възпоменателен медал 1941“. Младежки ръководител на седма македонска ударна бригада. Член на СКОЮ от януари 1941 и на ЮКП от ноември 1943 година. Изпълнява различни длъжности като Секретар на Републиканския съвет на Съюза на синдикатите на Македония, Секретар на Изпълнителния комитет на ЦК на СКМ и други. В периода 1952-1954 учи в Института за обществени науки в Белград. От 1960 до 1962 е ръководител на Марксисткия център на ЦК на СКМ. На 28 април 1982 е избран за председател на Събранието на Социалистическа република Македония, функция на която остава до 28 април 1984 година. Умира при трагични обстоятелства на 13 март 1987 година.